# Ákos Takács
Ákos Takács (ur. 14 lutego 1982 w Budapeszcie) – węgierski piłkarz występujący na pozycji obrońcy lub pomocnika, reprezentant kraju.

## Życiorys
Występował w juniorach Góliát SC i Vasasu. W 1995 roku wstąpił do juniorskich drużyn Ferencvárosu. W 2002 roku został włączony do pierwszej drużyny Ferencvárosu. W NB I zadebiutował 2 maja 2004 roku w przegranym 0:1 z Újpestem. W sezonie 2003/2004 zdobył mistrzostwo oraz puchar kraju. Podstawowym zawodnikiem Ferencvárosu Takács został wiosną 2005 roku. 31 maja zadebiutował w reprezentacji, co miało miejsce w przegranym 1:2 towarzyskim meczu z Francją. W październiku 2005 roku doznał kontuzji w meczu Győri ETO FC, przez którą nie uczestniczył już w rundzie jesiennej. W połowie marca 2006 roku doznał kolejnej kontuzji w spotkaniu z Zalaegerszegi TE FC, co wyeliminowało do z gry na kolejny miesiąc. Z powodu niewypłacalności Ferencvárosu po zakończeniu sezonu 2005/2006 opuścił klub i po początkowych testach w Belgii, podpisał kontrakt z duńskim Vejle BK.
W Superligaen zadebiutował 19 sierpnia 2006 roku w przegranym 0:4 spotkaniu z FC København. Po zmianie trenera Vejle BK Takács przestał otrzymywać szanse gry, w efekcie czego w grudniu 2007 roku rozwiązał z klubem kontrakt za porozumieniem stron. Następnie został zawodnikiem Honvédu. Z klubem tym w 2009 roku zdobył Puchar Węgier. W styczniu 2011 roku przeszedł do Győri ETO FC, którego trenerem był wówczas Attila Pintér, znający Takácsa z czasów gry w Ferencvárosu. W sezonie 2012/2013 zdobył z klubem mistrzostwo Węgier. Następnie doznał poważnej kontuzji kolana, która wykluczyła go z gry na cały sezon 2013/2014. W 2014 roku zakończył karierę.
Był trenerem juniorów Győri ETO i ESMTK.

## Statystyki ligowe
| Sezon         | Klub               | Liga        | Mecze | Gole |
| ------------- | ------------------ | ----------- | ----- | ---- |
| 2002/2003     | Ferencvárosi TC    | NB I        | 0     | 0    |
| 2003/2004     | Ferencvárosi TC    | NB I        | 1     | 0    |
| 2004/2005     | Ferencvárosi TC    | NB I        | 11    | 0    |
| 2005/2006     | Ferencvárosi TC    | NB I        | 12    | 0    |
| 2006/2007     | Vejle BK           | Superligaen | 15    | 0    |
| 2007/2008 (j) | Vejle BK           | 1. division | 0     | 0    |
| 2007/2008 (w) | Budapest Honvéd FC | NB I        | 10    | 0    |
| 2008/2009     | Budapest Honvéd FC | NB I        | 17    | 0    |
| 2009/2010     | Budapest Honvéd FC | NB I        | 19    | 0    |
| 2010/2011 (j) | Budapest Honvéd FC | NB I        | 15    | 1    |
| 2010/2011 (w) | Győri ETO FC       | NB I        | 9     | 0    |
| 2011/2012     | Győri ETO FC       | NB I        | 13    | 1    |
| 2012/2013     | Győri ETO FC       | NB I        | 23    | 0    |
| 2013/2014     | Győri ETO FC       | NB I        | 0     | 0    |